# Guillermo Langle Rubio
Guillermo Langle Rubio (1895-1981) fue un arquitecto español, nacido en Almería. Su obra marcó la fisonomía de la capital del siglo XX y está presente en toda la ciudad.  
Se tituló en 1921 en la Escuela Superior de Arquitectura de Madrid y en 1925 fue nombrado arquitecto municipal, tarea que compaginará con su actividad privada. Su sello marca edificios oficiales, viviendas privadas, equipamientos públicos e incluso fuentes. 

## Obras

### Primera etapa
En una primera etapa se inclina por el neobarroco y el historicismo monumentales que se pueden apreciar en viviendas burguesas de las calles Regocijos y Aguilar de Campoo y la Plaza de las Flores de la capital almeriense, así como en la Puerta de Purchena. Durante estos años mantuvo una posición continuista de los arquitectos almerienses del siglo XIX como Trinidad Cuartara o Enrique López Rull.
De esta época data también la casa de José Batlles (1927). En 1943, el propio arquitecto la remodelaría para convertirla en hospital de tuberculosos, el llamado Preventorio. De estilo regionalista, ocupa un lugar de privilegio y es actualmente dependencia oficial del ayuntamiento de Almería y anexo del Espacio 2 del Museo de Arte de Almería.
No obstante, a partir de la década de 1930, su obra se posicionará dentro del racionalismo de la época. Sus edificios se escoran más al funcionalismo y la técnica que a la estética. La funcionalidad y el hormigón son elementos característicos de su obra. Y Langle abrirá su concepto de profesionalidad liberal, diseñando tanto edificios oficiales (por ejemplo, el actual cuartel de la policía local, antigua Asociación de Asistencia Social) como barriadas obreras, diseños todos ellos marcados con su estilo personal.

### Refugios de la Guerra Civil

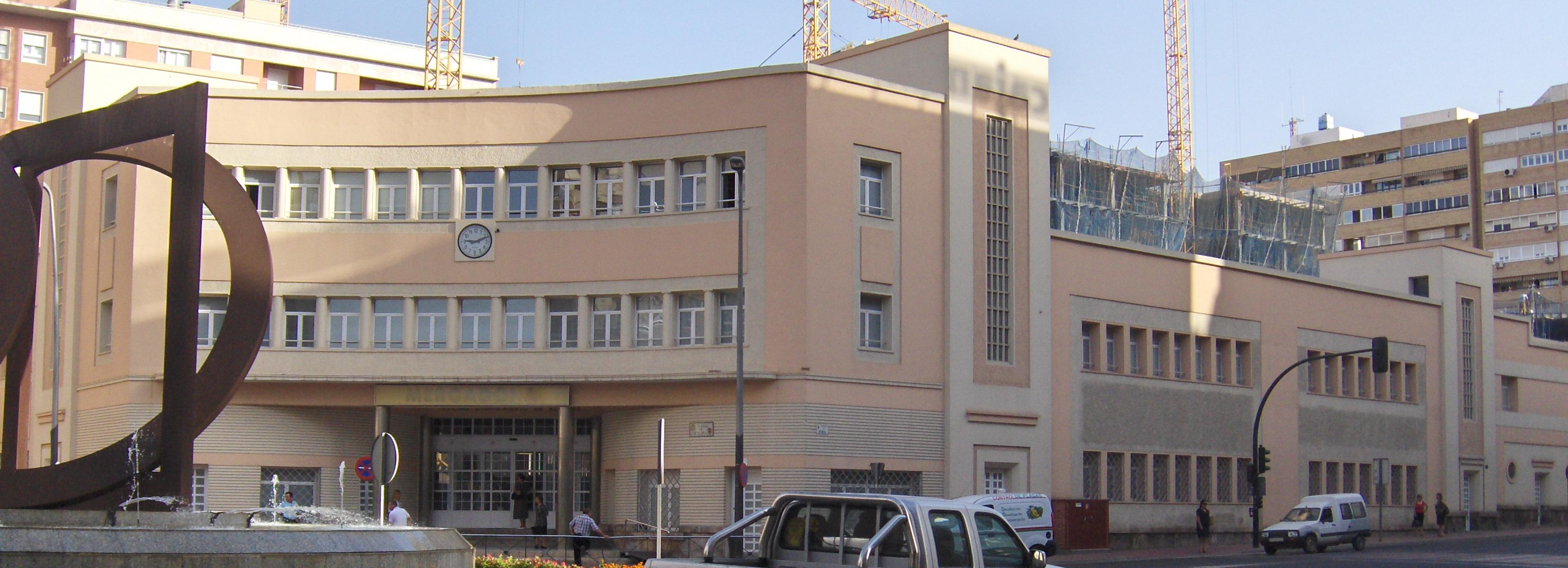
La antigua estación de autobuses de Almería, construida entre 1952 y 1962, es una de las obras más características del arquitecto.

Durante la Guerra Civil (1936-1939), acometió por iniciativa propia la tarea ingente de construir unos refugios aéreos en el subsuelo de la capital. Utilizando inusitadas técnicas de minería, construyó cuatro kilómetros y medio de túneles que podían dar protección al 90% de una población de unos 45.000 habitantes. En 1940, terminada la guerra, el propio Langle se ocupará de cerrar las bocas de los túneles con kioscos de obra de estilo racionalista. Lo infrecuente de la iniciativa y la eficacia y magnitud de la obra han hecho que se reconsidere la importancia cultural e histórica de estos refugios, que hoy día pueden visitarse en la capital almeriense, tras la rehabilitación realizada en 2006 por el arquitecto José Ángel Ferrer.

### Posguerra
La obra más amplia de Langle, no obstante, es la barriada de Ciudad Jardín (1940-1947), en la que construyó 245 viviendas unifamiliares adosadas. Esta barriada sigue gozando de gran popularidad en Almería.

La gran obra personal de Guillermo Langle es, no obstante, el edificio de la antigua estación de autobuses de 1952, único edificio almeriense considerado entre las veinte obras maestras de la arquitectura andaluza del movimiento moderno. Este es un ejemplo de la funcionalidad y racionalidad mostrado en cada elemento, en las ventanas continuas o el voladizo de la zona de acceso.
En 1958 Guillermo Langle y Javier Peña Peña fueron los arquitectos de la fábrica de componentes de automóvil y viviendas de Artés de Arcos en Almería, situada en la carretera de Ronda, demolidas a principios del siglo XXI.